# Oláibar
Oláibar (en basque Olaibar)  est une municipalité de la communauté forale de Navarre, dans le Nord de l'Espagne.
Elle est située dans la zone linguistique mixte de la province. La ville est le chef-lieu de la municipalité, dans la mérindade de Pampelune et à 11 km de sa capitale, Pampelune.
Le secrétaire de mairie est aussi celui d'Ezcabarte.
Le territoire de la municipalité d'Oláibar est traversé par la voie du Baztan du pèlerinage de Saint-Jacques-de-Compostelle, qui passe par la localité d'Olaitz.

## Démographie
| Évolution démographique                                 | Évolution démographique | Évolution démographique | Évolution démographique | Évolution démographique | Évolution démographique | Évolution démographique | Évolution démographique | Évolution démographique | Évolution démographique | Évolution démographique |
| 1996                                                    | 1998                    | 1999                    | 2000                    | 2001                    | 2002                    | 2003                    | 2004                    | 2005                    | 2006                    | 2007                    |
| ------------------------------------------------------- | ----------------------- | ----------------------- | ----------------------- | ----------------------- | ----------------------- | ----------------------- | ----------------------- | ----------------------- | ----------------------- | ----------------------- |
| 169                                                     | 170                     | 169                     | 170                     | 167                     | 162                     | 178                     | 185                     | 198                     | 203                     | 199                     |
| Sources: Oláibar et instituto de estadística de navarra |                         |                         |                         |                         |                         |                         |                         |                         |                         |                         |

Le municipio se compose des concejos et autres localités suivant, selon la nomenclature des populations publiée par l'INE (Institut National de Statistique).
| Nom village | Pop. (2006) |
| ----------- | ----------- |
| Beraitz     | 55          |
| Enderitz    | 66          |
| Olaitz      | 27          |
| Olabe       | 26          |
| Otsakain    | 55          |
| Zandio      |             |

### Sources
- (es) Cet article est partiellement ou en totalité issu de l’article de Wikipédia en espagnol intitulé « Oláibar » (voir la liste des auteurs).